# 兵庫県立あわじ特別支援学校
兵庫県立あわじ特別支援学校（ひょうごけんりつ あわじとくべつしえんがっこう）は、兵庫県洲本市上物部にある県立特別支援学校。知的障害や聴覚障害のある児童生徒を教育対象とし、小学部・中学部・高等部からなる知的障害部門と、幼稚部・小学部・中学部からなる聴覚障害部門の2部門を併置する。淡路地区唯一の特別支援学校として、特別支援教育のセンター的機能も果たしている。

## 設置学部
知的障害部門
- 小学部・中学部・高等部

聴覚障害部門
- 幼稚部・小学部・中学部

## 沿革
兵庫県立淡路聴覚特別支援学校と兵庫県立淡路特別支援学校の発展的統合により、淡路聴覚特別支援学校の校地に開校した。

### 年表
- 2011年（平成23年）4月 ‐ 開校。

## 通学区域
。
- 聴覚部 - 県下全域
- 知的部 - 洲本市、淡路市、南あわじ市